# Bill Buckner
William Joseph „Bill“ Buckner, Spitzname Billy Buck, (* 14. Dezember 1949 in Vallejo, Kalifornien; † 27. Mai 2019 in Boise, Idaho) war ein US-amerikanischer Baseballspieler der Los Angeles Dodgers, Chicago Cubs, Boston Red Sox, California Angels und Kansas City Royals in der Major League Baseball (MLB) auf der Position des First Basemans. Trotz einer langen und erfolgreichen Karriere wurde er vor allem wegen eines spielentscheidenden Fehlers im 6. Spiel der World Series 1986 bekannt.

## Karriere

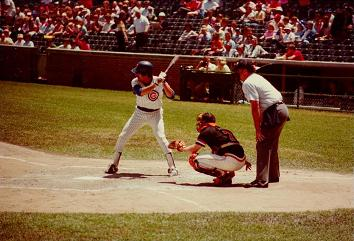
Buckner (l.) am Schlag für die Chicago Cubs

In seiner Jugend spielte Buckner nicht nur erfolgreich Baseball, sondern auch American Football. Nach einer vielversprechenden Karriere im Minor League Baseball feierte er 1969 sein Debüt bei den Los Angeles Dodgers, konnte sich aber zunächst weder auf seiner Stammposition als First Baseman noch als Left Fielder in die Startformation spielen. Am 8. April 1971 war er Statist in einem der größten Baseballmomente des Jahres, als Hank Aaron über Buckner hinweg seinen rekordbrechenden 715. Home Run schlug. Nach sieben Jahren als Reservespieler wurde Buckner zu den Chicago Cubs abgegeben. Bei den schwachen Cubs etablierte sich Buckner als einer der wenigen Lichtblicke, als er trotz chronischer Knöchelprobleme 1980 nach einer starken Saison (Batting Average von .324, dazu zehn Home Runs) ins MLB All-Star Game gewählt wurde. 1984 wurde er zu den Boston Red Sox transferiert und erreichte mit ihnen die World Series 1986 gegen die New York Mets, wo er im 6. Spiel im 10. Inning einen kapitalen Schnitzer beging. Mit zwei Outs schlug Mets-Spieler Mookie Wilson einen harmlosen Groundball in Buckners Richtung, doch der an Knöchelproblemen leidende Buckner ließ den Ball durch die Beine rutschen, so dass der auf der dritten Base stehende Met Ray Knight punktete und New York das Spiel gewann. Nachdem die Red Sox die Finalserie verloren, wurde Buckner von den eigenen Fans ausgebuht, bis er sich den California Angels und später den Kansas City Royals anschloss. 1990 kehrte er in seinem letzten Jahr zu den Red Sox zurück und wurde bei seiner Rückkehr mit Standing Ovations empfangen.
Buckner wurde seit seinem Fehler im 6. Spiel der World Series 1986 als alleiniger Sündenbock gebrandmarkt, obwohl die Red Sox im 10. Inning einen Zwei-Punkte-Vorsprung verspielten. Vorher hatten Pitcher Calvin Schiraldi mit drei aufeinanderfolgenden Hits und sein Vertreter Bob Stanley mit einem wilden Pitch die Mets ins Spiel zurückkommen lassen, zudem hatte Red-Sox-Coach John McNamara die Option, den chronisch fußkranken Buckner durch Dave Stapleton ersetzen zu lassen. In einem Interview 2008 wurde Buckner gefragt, warum es so lange gedauert hätte, bis die Red Sox und er Frieden geschlossen hätten. Buckner erwiderte, dass er „den Bostoner Medien nie verziehen hätte, was sie seiner Familie und ihm seit 1986 angetan hätten“.

## Privatleben
Buckner hatte mit seiner Ehefrau Jody zwei Töchter und einen Sohn. Er starb am 27. Mai 2019 an Lewy-Körper-Demenz.